# Parapleminia viridinervis
Parapleminia viridinervis är en insektsart som först beskrevs av Kirby, W.F. 1890.  Parapleminia viridinervis ingår i släktet Parapleminia och familjen vårtbitare. Inga underarter finns listade i Catalogue of Life.